# Асаново (Шемуршинський район)
Аса́ново (рос. Асаново, чув. Асанкасси) — присілок у складі Шемуршинського району Чувашії, Росія. Входить до складу Бічурга-Баїшевського сільського поселення.
Населення — 614 осіб (2010; 752 у 2002).
Національний склад:
- чуваші — 86 %